# Référendum norvégien sur l'adhésion aux Communautés européennes

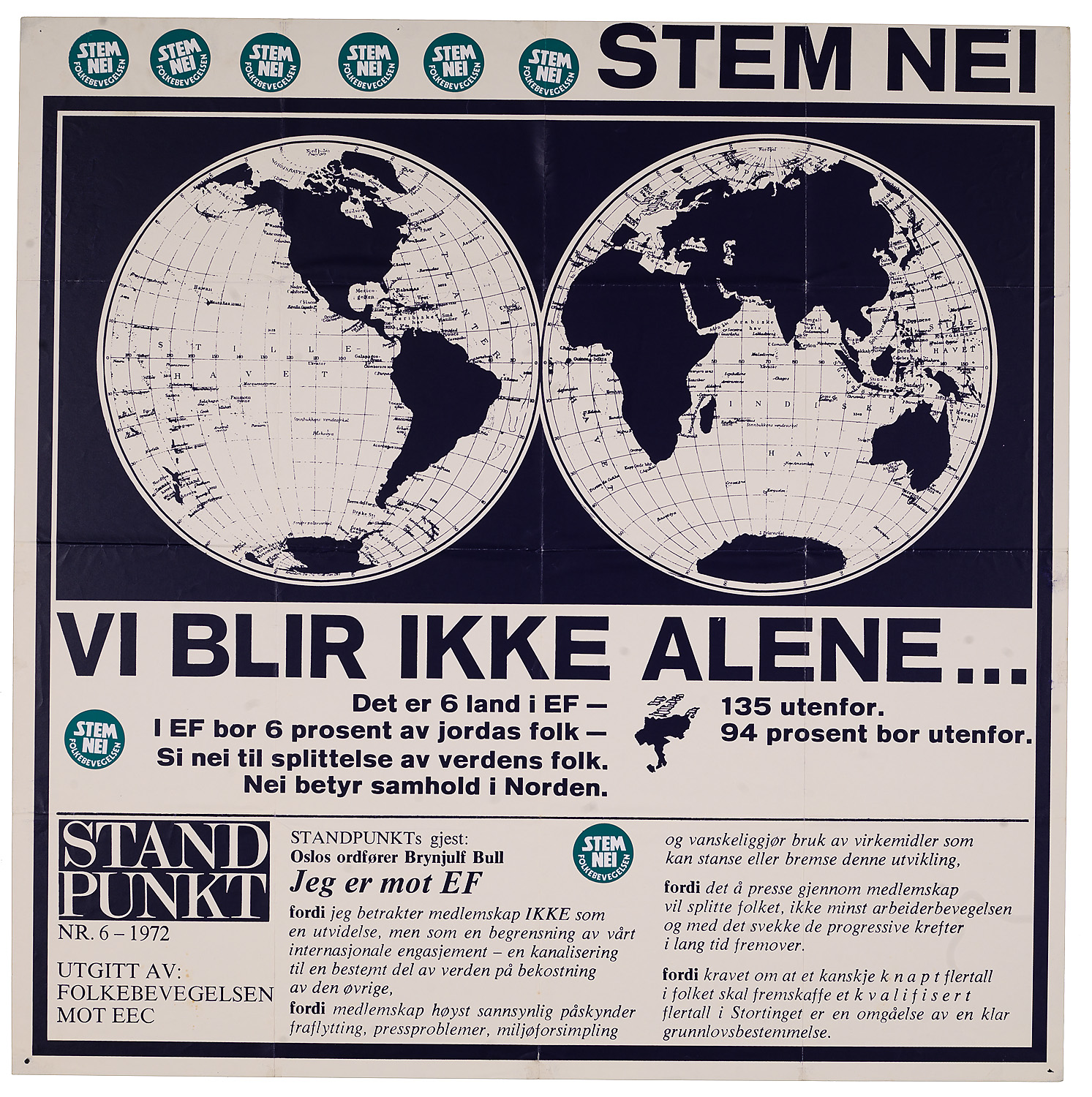
Document invitant à voter contre l'adhésion de la Norvège à la Communauté économique européenne en 1972.

Le référendum norvégien de 1972 est un référendum organisé en Norvège et ayant eu lieu le 25 septembre 1972. Celui-ci porte sur l'adhésion de la Norvège à la Communauté économique européenne.
Le taux de participation est de 79 % avec 2 096 356 votants pour un corps électoral de 2 653 615 personnes. 46,5 % des votants ont répondu favorablement à la question posée soit 971 687 personnes. 53,5 % des votants n'ont pas souhaité cette adhésion soit 1 135 755 personnes.
À la suite de cet échec Trygve Bratteli démissionne de son poste de Premier ministre.